# Coleophora trigeminella
Coleophora trigeminella là một loài bướm đêm thuộc họ Coleophoridae. Nó được tìm thấy ở hầu hết châu Âu, except Ireland, the Balkan Peninsula and the Mediterranean Islands.
Ấu trùng ăn Amelanchier ovalis, Cotoneaster, Crataegus laevigata, Crataegus monogyna, Malus sylvestris, Prunus avium, Prunus spinosa, Sorbus aria and Sorbus aucuparia. 